# Tunnel de l'Escaut occidental
Le tunnel de l'Escaut occidental (en néerlandais : Westerscheldetunnel) est un tunnel néerlandais. Il est long de 6,6 km et est situé sur la route  N62, sous l'Escaut occidental, entre Ellewoutsdijk et Terneuzen. Plus long tunnel routier des Pays-Bas, il relie la Flandre zélandaise à la presqu'île du Beveland-du-Sud. Avant son entrée en service en 2003, le seul accès terrestre de la Flandre zélandaise avec le reste des Pays-Bas se faisait en passant par la Belgique qui lui est contiguë.

## Description
Le tunnel est exploité par la N.V. Westerscheldetunnel, société anonyme propriété à 95,4 % du ministère des Transports et de la Gestion des eaux (représentant l'État néerlandais) et à 4,6 % de la province la Zélande.
Le tunnel est inauguré le 14 mars 2003. Depuis, les deux lignes de bacs pour voitures de la Provinciale Stoombootdiensten in Zeeland (« Service provincial de bateaux à vapeur de Zélande »), entre Flessingue et Breskens et entre Kruiningen et Perkpolder, ont cessé d'exister.
Le tunnel de l'Escaut occidental, composé de deux galeries, a été creusé par un tunnelier. Chaque galerie est suffisamment large pour deux voies de circulation, mais il n'y a pas de bandes d'arrêt d'urgence. Tous les 250 mètres, les deux galeries sont reliées entre elles par une liaison transversale. En temps normal, les portes de ces liaisons sont verrouillées, mais lors d'une éventuelle catastrophe, elles seraient déverrouillées automatiquement : la circulation sur la voie de gauche de l'autre tunnel serait alors arrêtée pour que les personnes puissent se sauver en toute sécurité.
Le tunnel de l'Escaut occidental a une longueur de 6,6 km et a du côté méridional, sur une distance de 1 200 mètres, un tronçon avec une pente de 4,5 %. La hauteur maximale autorisée est de 4,30 mètres.
Le péage se trouve à Borssele pour les deux sens de circulation. Il doit être maintenu jusqu'en 2033, date de la fin du remboursement du coût de construction.
Le tunnel n'est pas prévu pour les piétons et les cyclistes. Ceux-ci peuvent cependant emprunter le service d'autobus du tunnel. Les cyclistes peuvent les prendre depuis la zone du péage à Ellewoutsdijk jusqu'à la gare routière de Terneuzen. Le service est effectué par la société Connexxion.

## Les tarifs en 2025
- Autos : 0 €
- Autos avec caravane : 0 €
- Camionnettes, camping-cars et autobus : 18,20 €
- Gros camions : 25,00 €
- Motos : 0 €
- Un tarif réduit s'applique aux abonnements : 3,00 €, 3,75 €, 9,10 €, 12,50 € et 2,00 € respectivement.

La police, les services d'incendie, les ambulances et les véhicules militaires sont exemptés de péage.
Ces tarifs sont plus élevés que ceux des bacs qui traversaient l'Escaut occidental avant la création du tunnel. En outre, le tarif réduit pour les habitants de la Flandre zélandaise n'existe plus.
À partir du 30 décembre 2024, les voitures et les motos sont exemptées du péage.

## Comité d'action TunnelTolvrij.nl
En avril 2006, des citoyens de Flandre zélandaise ont, en collaboration avec le Parti socialiste de Terneuzen, créé le comité d'action TunnelTolvrij.nl. Le but de cette action est d'abord d'empêcher la vente du tunnel et ensuite de supprimer le péage.

## Sources
- (nl) Cet article est partiellement ou en totalité issu de l’article de Wikipédia en néerlandais intitulé « Westerscheldetunnel » (voir la liste des auteurs).